# 黃鍾 (成化進士)
黃鍾 （1444年—？年），字伯祿，四川重慶府合州人，明朝政治人物。

## 生平
由國子生中式四川鄉試第三十名舉人，成化十四年（1478年）戊戌科會試第一百二十三名，第三甲第十三名進士。

## 家族
曾祖黃榮山；祖黃自通，陰陽典術；父黃虎；前母蘇氏；母王氏。慈侍下，妻，兄萬里（陰陽典術）；萬金。